# Cosidura
En náutica, la cosidura es la ligadura con que se unen dos cabos o el chicote de uno en algún punto del mismo. También la que sujeta a un motón o cuadernal el lugar donde debe estar u operar. Hay asimismo quien la llama cosedura, costura o ligadura. 
El ayuste es una especie de cosidura y se tiene por equivalente a ella.